# Wessel Dijkstra
Wessel Dijkstra (Schoonoord, 1944) is een Nederlands beeldend kunstenaar.

## Biografie
Dijkstra studeerde van 1963-1968 aan de Academie Minerva in Groningen. Hij had zijn eerste solotentoonstelling in 1970. Tot 1984 woonde en werkte hij in het Drentse Emmen, waarna hij zich om gezondheidsredenen in Portugal vestigde.
Dijkstra heeft veel gereisd, met name naar het Iberische subcontinent en Noord-Afrika. Invloeden uit de islamitische en Byzantijnse cultuur en de Portugese tegeltableaus en mozaïeken zijn terug te vinden in zijn werk.

## Stijlontwikkeling

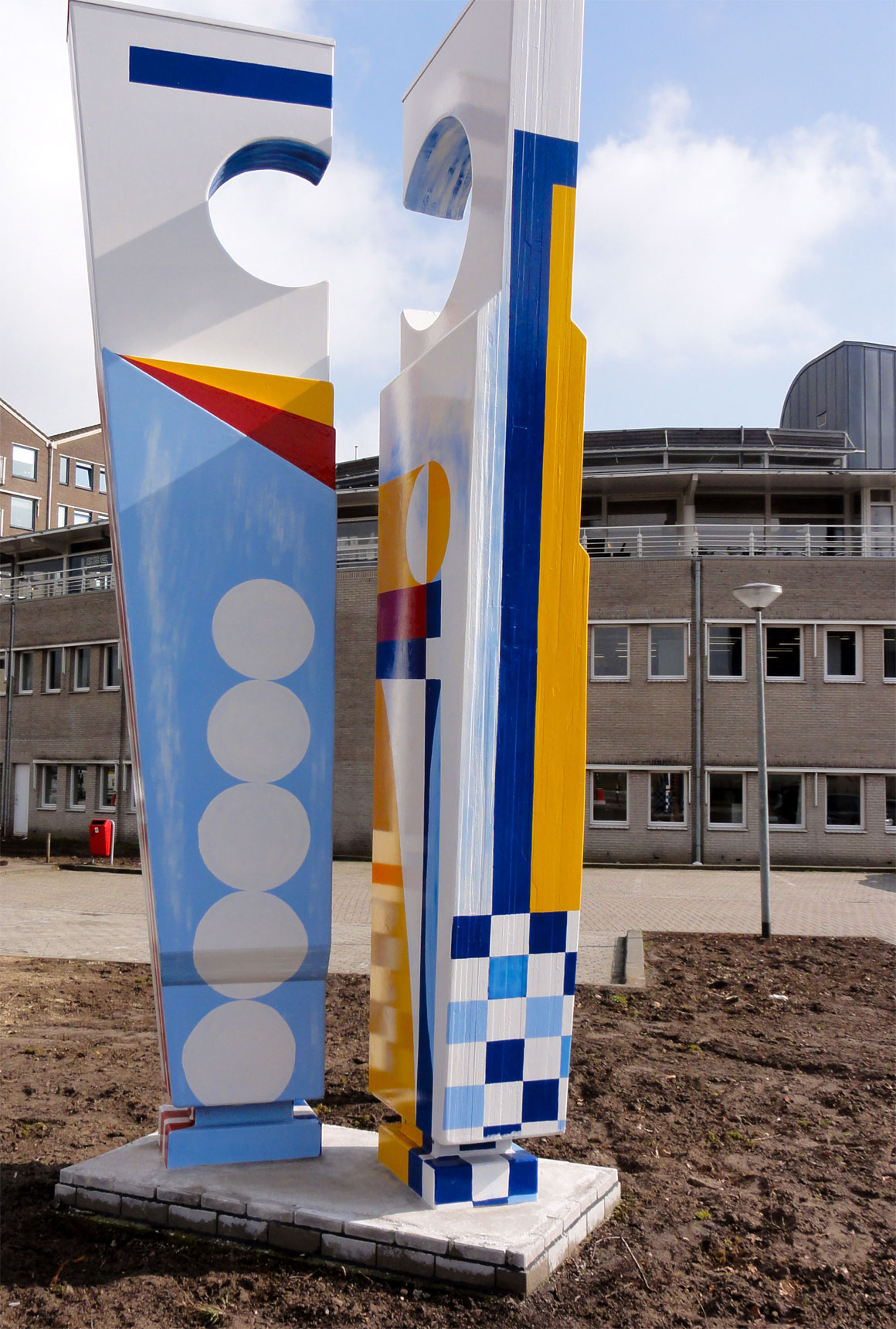
Zonder titel, een kunstwerk van Dijkstra aan de Hondsrugweg te Emmen

Aanvankelijk was Dijkstra vooral geïnteresseerd in het impressionisme, later in het expressionisme, Gustav Klimt en bepaalde vormen van art nouveau. Na zijn afstuderen zocht hij een manier om de werkelijkheid te definiëren in een eigen expressieve taal. Hij ontdekte overal geometrische motieven in zijn omgeving, van handdoeken tot stoeptegels. Om ordening aan te brengen in zijn waarnemingen legde hij zich nader toe op de wiskunde. Bij Fibonacci, die de Arabische getallenleer introduceerde in West-Europa, vond hij een artistiek uitgangspunt.
Eind 1979 verschenen de vierkanten in zijn werk, doorsneden met diagonalen; begin jaren ’80 verdiepte hij zich in de verschuiving van kleine vierkantjes binnen vierkanten met 16 cellen, waarbij kansrekening en numerologie een grote rol speelden. In 2003 breidde hij de nummeringen uit van 0 tot 9. In 2020 kregen zijn cijferprojecten de naam ‘Wessel Dijkstra Numerals’.
Westra werkt met diverse materialen waaronder hout en PVC. Onder invloed van de Iberische kleuren veranderde zijn palet. Zijn werk is ook steeds abstracter geworden. Karakteristiek zijn de immer terugkerende geometrische vormen.

## Werk en tentoonstellingen
Dijkstra’s oeuvre omvat tekeningen, grafiek, olieverfschilderijen en beeldhouwkunst. Zijn werk bevindt zich in diverse collecties, met name in Nederland, België, Verenigd Koninkrijk, Zuid-Afrika, Verenigde Staten en Portugal.
- 1971: Schilderijenexpositie in De Tamboer, Hoogeveen[1]
- 1986: Expositie in Altamira, Lissabon, Portugal
- 1991: Expositie in Galerie De Lange, Emmen[2]
- 1993: Groepsexpositie in Galerie De Lange, Emmen[3]
- 1999: Overzichtstentoonstelling in het CBK Bruggebouw, Emmen.
- 2017: Expositie O fascínio dos números ('De fascinatie voor getallen'), Casa Municipal da Cultura & Galeria Pinho Dinis, Coimbra, Portugal